# Наполи Юнайтед
Наполи Юнайтед КСДС (на италиански: Napoli United, Cooperativa Sportiva Dilettantistica Sociale) е италиански футболен клуб от Неапол, административния регион Кампания, основан през 2009 г. Регистриан е със закъснение през 2013 година от ФИФА и Италианската футболна федерация, поради многото чужденци в клуба. Впоследствие е съдаден женски, младежки и отбор по футзал.
Целта на Наполи Юнайтед е да създаде и насърчи социалното включване чрез спорт, насочено по-специално към участието на мигранти, търсещи убежище и млади хора, изложени на риск от изключване, пребиваващи в района на столичния град Неапол. Мултиетническият футболен отбор е роден по инициатива на Антонио Гаргиуло, настоящият президент, и сенегалците Соу Хамат и Уат Самба Бабали. 
Наполи Юнайтед става първия клуб, който печели четири последователни промоции в италианския футбол
За кратко треньор е бил Диего Марадона-младши. Той напуска през 2023 в знак на протуст срещу неплатените заплати по време на COVID-19. Поради последвалите икономически проблеми клубът се обединява през юни 2023 с Куартоград от покрайнините на Неапол.

## Успехи
- Носител на Купа Партенопе (2): 2009/10, 2010/11
- Носител на Суперкупа AICS  (Associazione  Italiana  Cultura  e  Sport) (2): 2009/10, 2010/11